# Friedrich Karl von Prittwitz

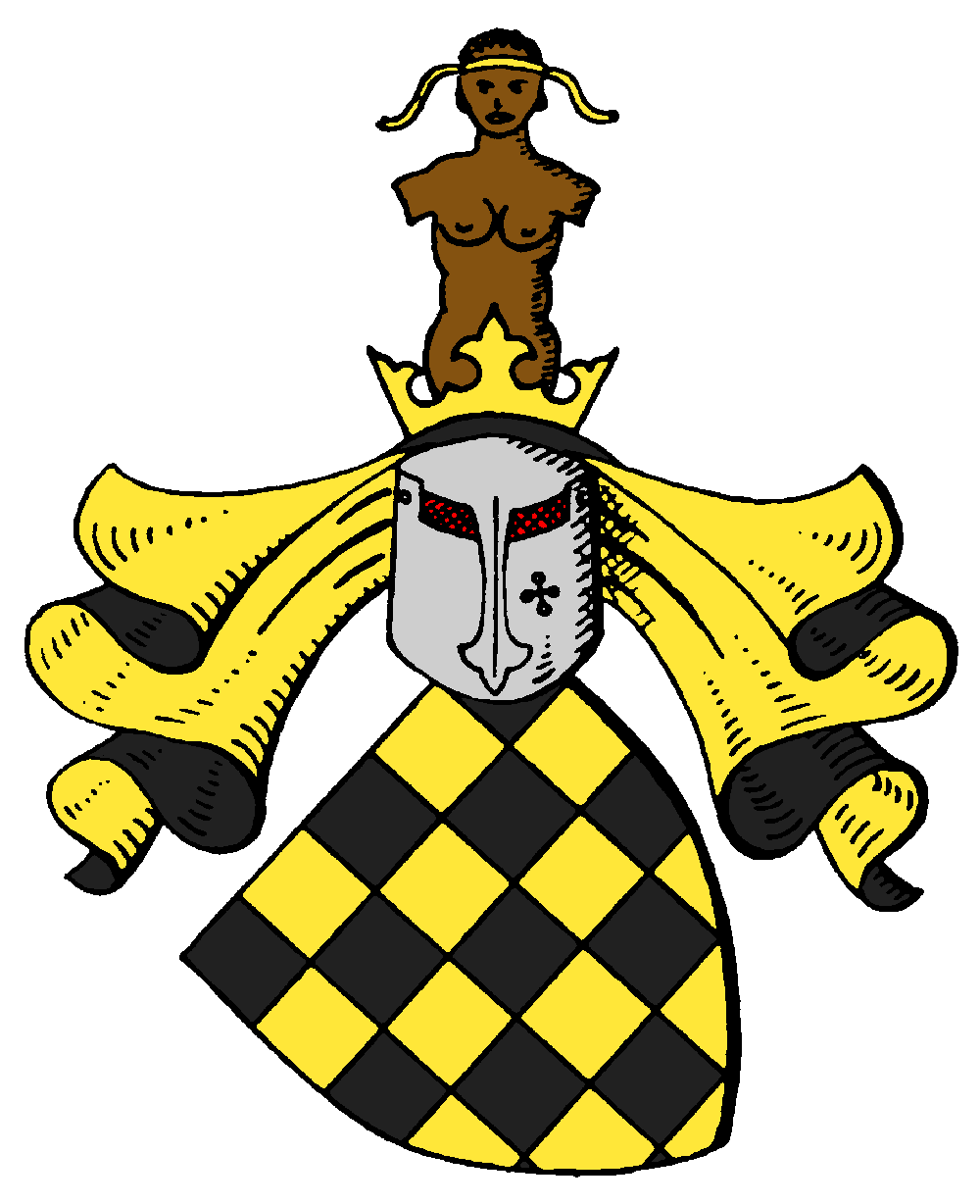
Das Wappen der Familie von Prittwitz und Gaffron

Friedrich Karl von Prittwitz (russisch Фёдор Карлович Притвиц; * 25. Novemberjul. / 6. Dezember 1798greg. in Riga, Gouvernement Livland; † 26. Augustjul. / 7. September 1849greg. in Sankt Petersburg) war Generalmajor der kaiserlich russischen Armee und Direktor der Militär- und Zivil-Ingenieure.

## Familie
Prittwitz entstammte dem alten, weit verzweigten schlesischen Adelsgeschlecht derer von Prittwitz und war der Sohn des kaiserlich russischen Oberst Karl Friedrich von Prittwitz und der Auguste Juliane von Schwaan.
Er heiratete am 25. Novemberjul. / 7. Dezember 1827greg. in Reval (Estland) Katharina Freiin von Rosen (* 16. Oktoberjul. / 28. Oktober 1802greg. auf Gut Weinjerwen, Estland; † 8. Januarjul. / 20. Januar 1875greg. in St. Petersburg), die Tochter des kaiserlich russischen Majors und Postdirektors Otto Friedrich Freiherr von Rosen, Herr auf Gut Weinjerwen, und der Juliane von Toll.
Er war der jüngere Bruder des kaiserlich russischen Generalleutnants Paul von Prittwitz.

## Militärischer Werdegang
Im Jahr 1816 kam Prittwitz aus dem russischen Kadetten-Korps als Fähnrich in die russische Reitende Artillerie und nahm 1829 als Stabskapitän im Generalstab unter Führung des Feldmarschalls Hans Karl von Diebitsch-Sabalkanski, Onkel des Carl Baron von Prittwitz (Graf Sabalkanski), am Feldzug gegen die Türken teil.
Im russisch-polnischen Feldzug 1830/1831 wurde Prittwitz als besondere Auszeichnung in der Schlacht bei Grochow zum Oberstleutnant und bei der Einnahme von Warschau zum Oberst befördert.
Von 1831 bis 1834 war er Oberst-Quartiermeister des 1. Armee-Korps, außerdem Kommandeur der Militär-Ingenieure und Direktor der Conducteur-Schule.
1839 zum Generalmajor befördert, soll er sich als Direktor der Zivil-Ingenieure – ähnlich seinem Bruder Paul von Prittwitz – durch zahlreiche Sparmaßnahmen die besondere Zufriedenheit des russischen Gouvernements erworben haben.

## Orden und Ehrenzeichen
- Russischer Orden des Heiligen Georg 4. Klasse
- Polnischer Orden „Virtuti Militari“ 3. Klasse
- einige andere russische Orden